# قصب السكر الزغابي
قصب السكر الزغابي (الاسم العلمي: Saccharum villosum) هو نوع من النباتات يتبع جنس قصب السكر من الفصيلة النجيلية.